# Пхия
Пхия— посёлок сельского типа в Урупском районе Карачаево-Черкесской Республики. Входит в состав Загеданского сельского поселения. 

## География
Расположено в южной части Урупского района, на правом берегу реки Большая Лаба. Находится в 7 км к юг-востоку от центра сельского поселения — Загедан и в 80 км к юго-западу от районного центра — станицы Преградная (по дороге).
В начале 2018 года было принято решение о строительстве дороги «Дукка—Пхия». Эта дорога должна соединить село Архыз и посёлок Пхия. В настоящий момент построено около 2/3 дороги. Вместе с дорогой планируется и проведение электричества в посёлок. 
У южной окраины села в Большую Лабу впадает его правый приток — Пхия, от которого и происходит название селения.

## Этимология
По мнению Дж.Н.Кокова, название Пхия исходит от черкесского пхыуа, что в переводе означает — «осевшее», «провалившееся (низкое место)». А.В. Твердый предполагал, что топоним происходит от черкесского пхъауэ — «заготовка дров».

## Население
| 2002 | 2010 | 2021 |
| ---- | ---- | ---- |
| 104  | ↗151 | ↗223 |

## Улицы
- Горная
- Набережная
- Речная
- Центральная